# Береговые леса материковой Британской Колумбии
Береговы́е леса́ материко́вой Брита́нской Колу́мбии (англ. British Columbia mainland coastal forests) — экологический регион умеренных хвойных лесов на тихоокеанском побережье Северной Америки, выделяемый классификационной системой Всемирного фонда дикой природы.

## Окружение
Всемирный фонд дикой природы определяет этот экорегион как материковое побережье Британской Колумбии на 150 км вглубь континента до гребня Берегового хребта и вдоль западного склона северных Каскадных гор в северо-западном Вашингтоне. Определённые зоны включают Тихоокеанские хребты и хребет Китимат Берегового хребта, хребты Насс и бассейн реки Насс. Эксклав экорегиона занимает восточный склон гор Олимпик на полуострове Олимпик в Вашингтоне. Ландшафт представляет собой смешение береговых низин с многочисленными крутыми долинами, узкими морскими заливами и фьордами. Климат внутренних гор более сухой, чем на побережье, а среднегодовая температура в долинах составляет 6,5 °C.

## Флора
На этом побережье есть три различных типа растительности:
- леса прибрежной равнины, в которых преобладают тсуги, туя складчатая и пихта миловидная;
- горный лес из тсуги, пихты миловидной и кипариса нутканского;
- альпийская тундра с осоковыми лугами и лишайниковыми скалами.

## Фауна
Млекопитающие:
- медведь Кермода (Ursus americanus kermodei) — редкий белый подвид американского черного медведя, обитающего на острове Принсессы-Ройал и в других местах,
- медведь гризли (Ursus arctos),
- чернохвостый олень (Odocoileus hemionus),
- европейский лось (Alces alces),
- северный олень (Rangifer tarandus caribou),
- серый волк (Canis lupus),
- обыкновенная лисица (Vulpes vulpes),
- снежная коза (Oreamnos americanus),
- американская норка (Mustela vision),
- куница (Martes americana),
- канадская выдра (Lontra canadensis),
- канадский бобр (Castor canadensis)
- американский беляк ( lepus americanus).

Среди птиц: пятнистая неясыть (Strix occidentalis), голубой тетерев (Dendragapus obscurus) и множество водоплавающих птиц.